# Msisi (Singida)
Msisi ist ein Verwaltungsbezirk (englisch Ward) des Distrikts Singida (DC) in der tansanischen Region Singida.

## Geografie
Msisi ist ein Bezirk im nördlichen Zentralteil von Tansania etwa 20 Kilometer Luftlinie nordwestlich der Regionshauptstadt Singida. Bei der Volkszählung 2022 lebten 12.915 Menschen in 2592 Haushalten auf einer Fläche von 121 Quadratkilometern.

### Nachbarbezirke
Der Bezirk grenzt an drei Distrikte, im Südosten und im Süden an Singida (MC), im Westen an Ikungi und im Westen an Mkalama.
| Tumuli | Iguguno                                     |         |
| Irisya | Kompassrose, die auf Nachbargemeinden zeigt | Ughandi |
|        | Uhamaka                                     | Mtipa   |

## Gliederung
Der Bezirk besteht aus vier Gemeinden (swahili Mtaa) mit 20 Orten (Kitongoji):
| Msisi - Maili Kumi - Kisutu - Mwaghindi - Mghondwe - Mnung’una - Nyaghamida - Barabara Kuu | Ntondo - Ilala - Kambi ya Fisi - Ikulu - Kigoma - Msumbiji - Sokomoko | Nkwae - Ikulu - Mapinduzi - Amani - Nyerere | Mnung'una - Mapambano - Majengo - Mnung'una |

## Wirtschaft und Infrastruktur
- Aufforstung: In der Zeit von 2011 bis 2015 wurden jährlich 14.000 bis 19.000 Bäume gepflanzt.[8]
- Tierhaltung: Der Nutztierbestand liegt bei 5000 Rindern, 4000 Ziegen, 1000 Schafen und 11.000 Hühnern (Stand 2016).[8]
- Bildung: Die Msisi Secondary School ist eine staatliche weiterführende Tagesschule mit einer Ausbildung bis zur 4. Stufe.[9]
- Gesundheit: Im Bezirk liegt eine staatliche Apotheke.[10]
- Verkehr: Durch den Bezirk verläuft die asphaltierte Nationalstraße T3, die Singida mit Tabora verbindet.[11]

## Felsmalereien
Auf Felsen der Mjakhuda-Hügelkette wurden prähistorische Felsmalereien gefunden. Dargestellt sind Menschen, Giraffen, Elefanten und verschiedene Antilopen.